# 砲車

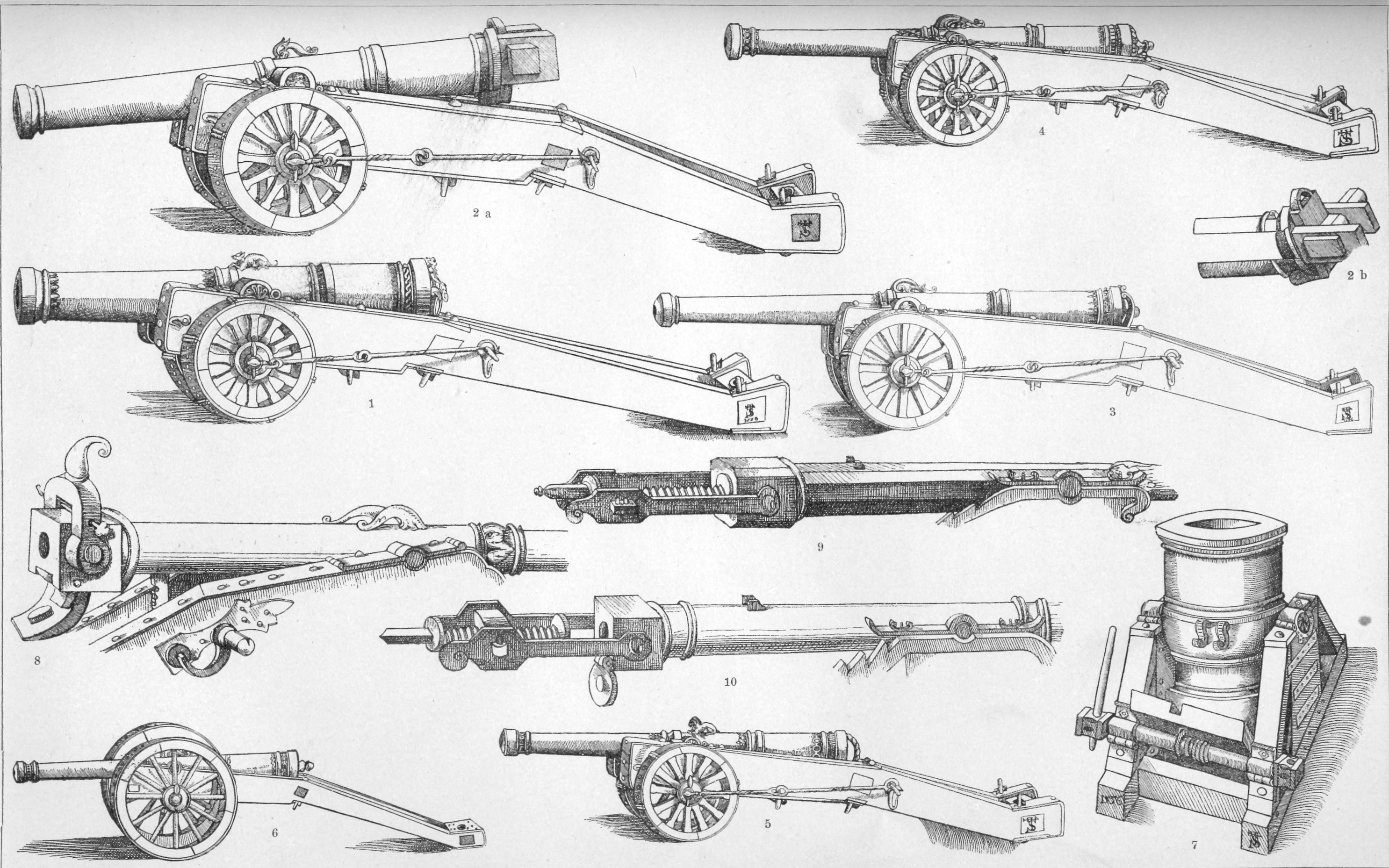
16世紀の各種野戦砲

砲車（ほうしゃ）は大砲を運搬移動するために砲架に2輪あるいは4輪の車輪を取り付けた台車のことである。

## 概要
初期の大砲は耐久度の乏しい消耗品であったため戦地で鋳造して製作しており、攻城砲として動かない相手に向けて撃つものだったので砲車は備わっていなかったが、やがて砲車を備えて移動可能とした野戦砲へと発展し15世紀頃には大々的に用いられるようになった。
野戦砲の基本形態は、前方へ突き出した砲身と、後方に長く延びて接地し反動を受け止める砲架、砲車（車輪）は中央付近に左右2輪を備えるのが基本形態である。古い野戦砲では4輪砲車もよく見られたが、小回りや照準での旋回が利かないため廃れ、反動は後方に伸ばした砲脚で受け止めるようになった。これにより砲が長大化すると補助輪として前車を移動時に装着することもあった。M59 155mmカノン砲はダブルタイヤの4輪に加えて2輪の前車がついた。
大砲は軍隊の運用する中でも特に重機材であったため、砲車にはさまざまな工夫がなされてきた。大重量のものでは地面へのめり込みを軽減しようと車輪の幅を広げて接地面積を増したり、外周に無限軌道（キャタピラ）に通じるような可動式の履板を連ねたものなどもあった。
第二次世界大戦以後、砲車はゴムタイヤやサスペンションが採り入れられ、機動性は格段に向上した。一方では柔軟な足回りは反動に弱くなったため、射撃体勢では別に支持脚を接地させるものもある。
艦砲も、当初は砲口から弾火薬を装填する前装式であったため、発砲のつど船内側に引き込む必要があり砲車つきであった。帆走軍艦時代の艦砲は側面向きに捉えた相手へ各砲を斉射する運用で個別照準のための旋回の必要が無く（狭い砲門から筒先を出す構造のため照準をつけること自体ほぼできなかった）、全長が短く収まる4輪砲車が主流だった。
なお、末期の舷側砲（あるいは中央砲郭艦や舷側魚雷発射管）には砲尾側を左右に振って照準できるよう前後ではなく横移動のための砲車がついたが、艦内スペースを大きくとる問題があり、甲板上の旋回砲塔形式へ主流移行していく。

## 車体
基本的には砲架にそのまま車輪がついた一体構造である。なお英語のGun carriageは砲車と砲架を一体として扱っている。
1904年に始まった日露戦争では、日本の砲車がカシ材を使ったものであったため、ロシアの砲車（ヤシャブシで代用していた）よりも優れていたという見分結果がもたらされている。欧州では硬いカシの入手が困難であった。
第一次世界大戦頃からは木製から鋼鉄製へ切り替わっていく。

## 画像

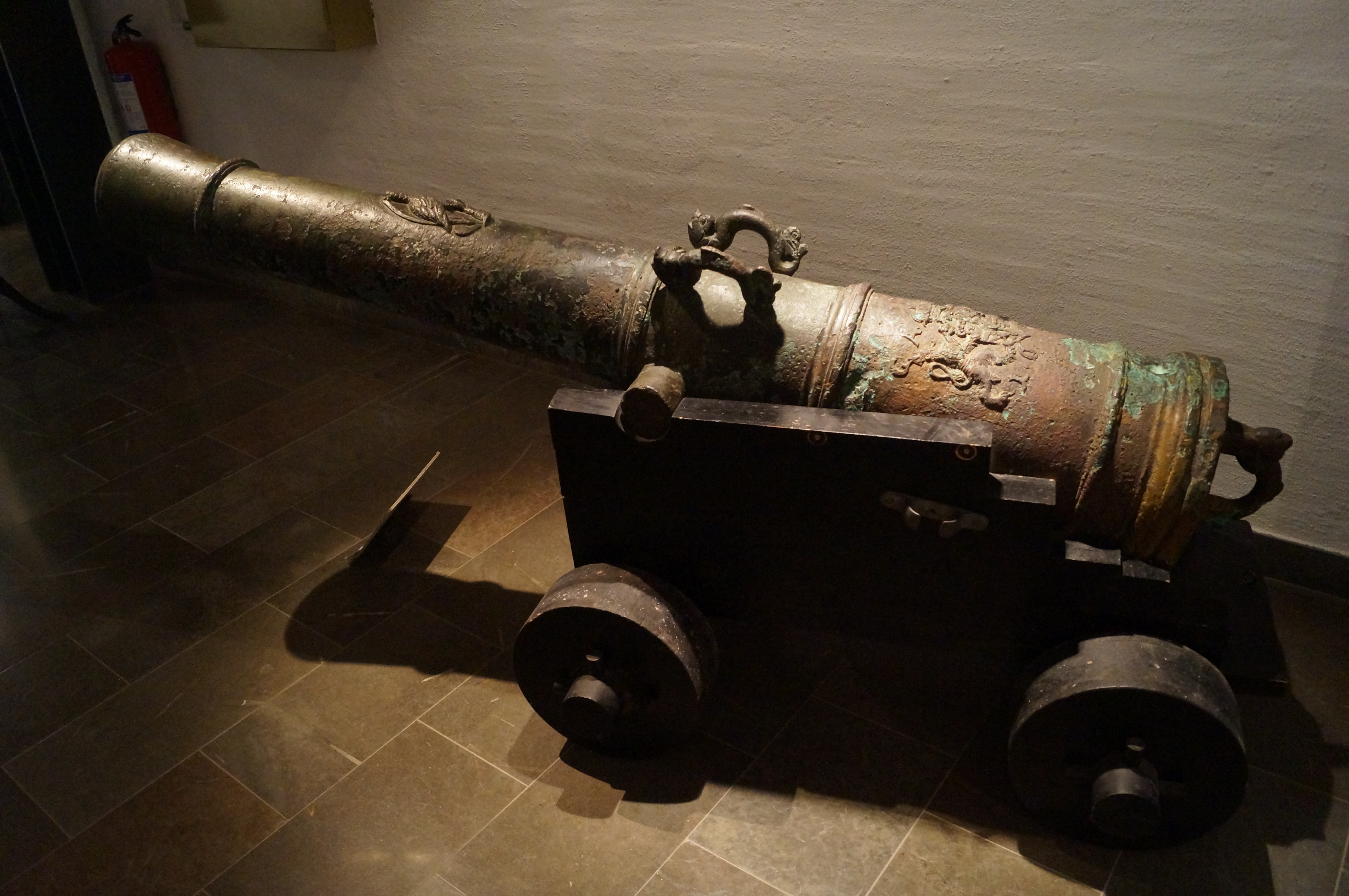
帆船の砲車
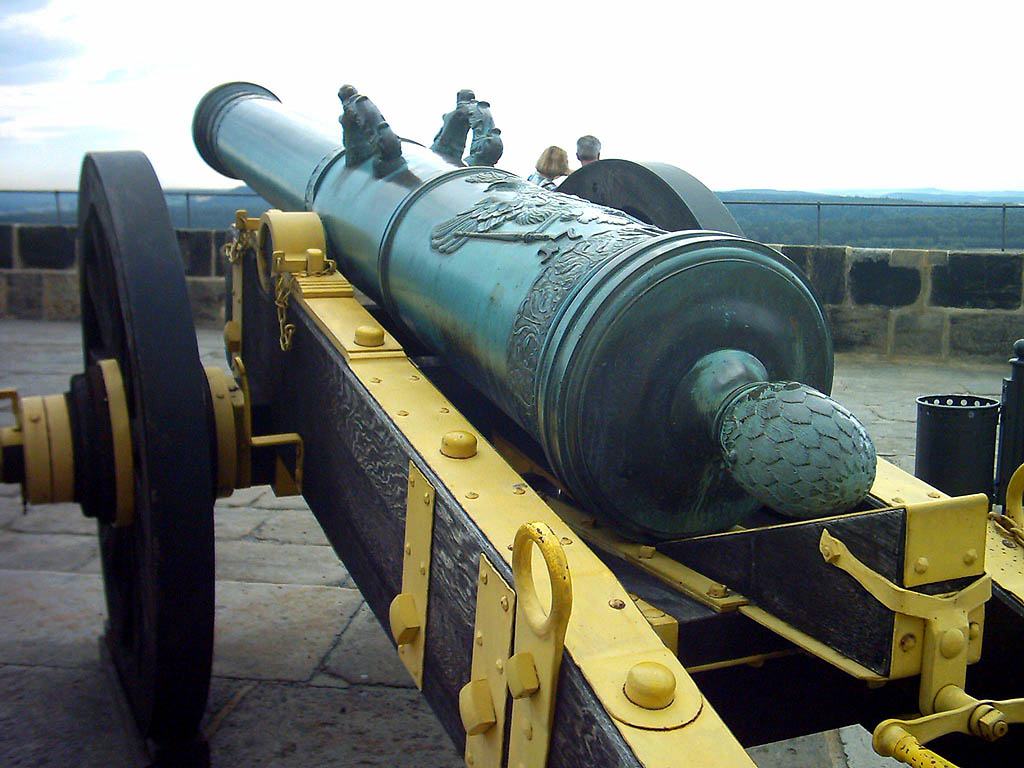
野戦砲車
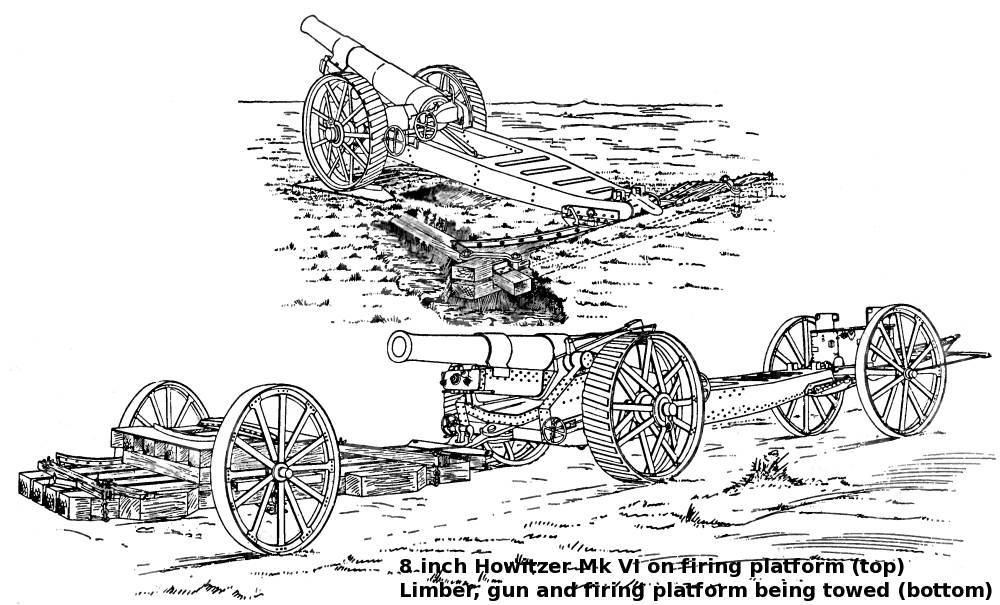
BL 8インチ榴弾砲 Mk6の射撃状態と、砲架車・弾薬車を連結した移動状態
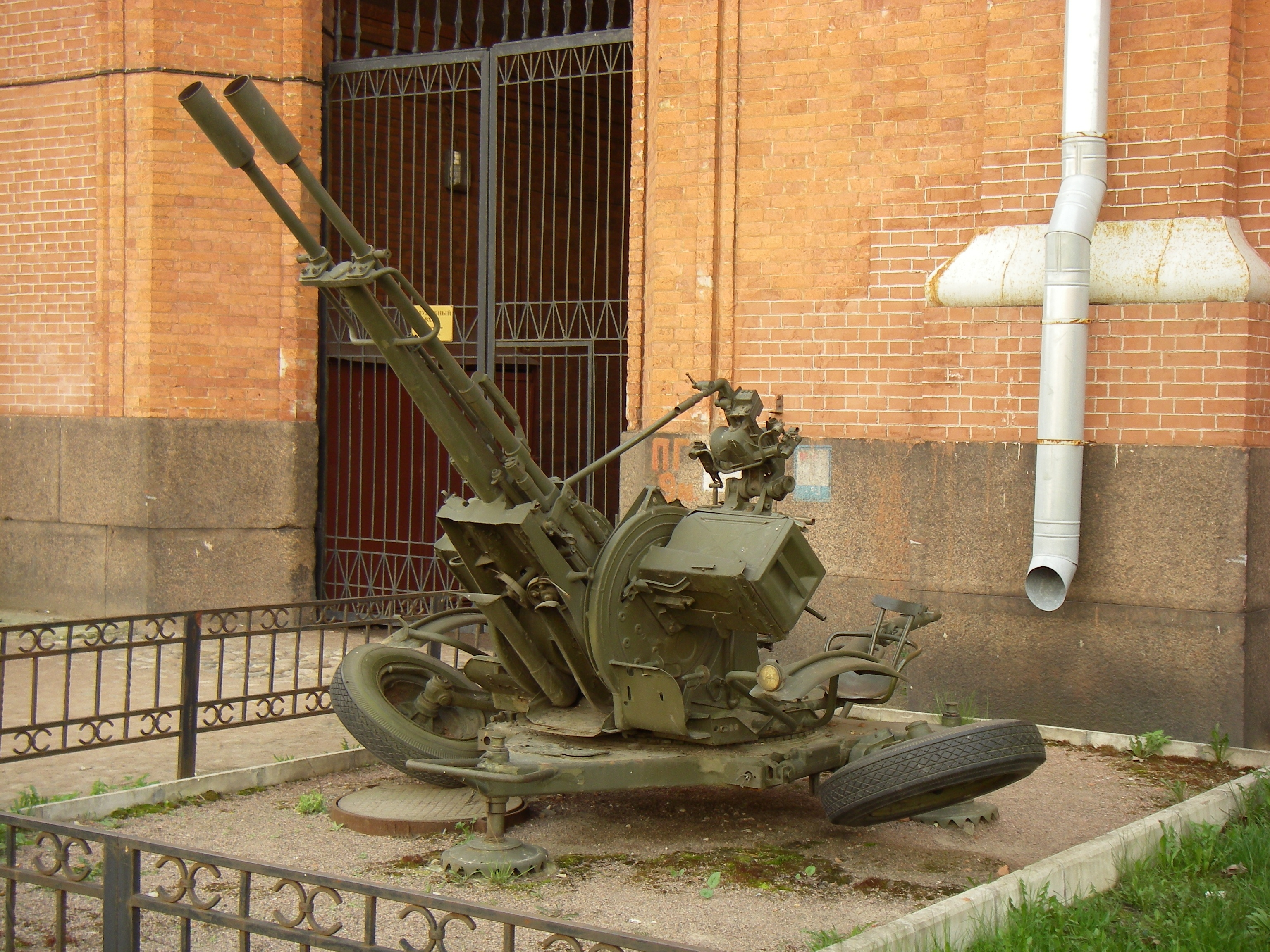
ZU-23-2の砲車をはね上げた射撃状態